# Мышовки
Мышовки (лат. Sicista) — род млекопитающих из отряда грызунов. Систематики предлагают как минимум два варианта положения рода в отряде, выделяя его либо в монотипическое подсемейство Sicistinae семейства тушканчиковых, либо в монотипическое семейство мышовковых (Sminthidae Brandt, 1855 или Sicistidae Allen, 1910).

## Описание
Внешне напоминают мышь. Длина тела 5—9 см; хвост по длине превышает тело — 6,5—11,6 см, голый. Задние конечности удлинены не так сильно, как у других мышовковых — они превышают длину передних конечностей не более чем в 2 раза. I палец на задних конечностях очень мал. Окраска верха тела от светло- до тёмно-коричневой или коричневато-желтой. Степная и лесная мышовки имеют резко выраженную тёмную, почти чёрную полосу, идущую вдоль тела по средней линии спины. 
Мышовки населяют лесную, лесостепную и степную зоны умеренного и субтропического поясов Евразии — от Скандинавии до побережья Тихого океана, на юге доходя до Кавказа, Тянь-Шаня и Гималаев. В горах поднимаются до альпийского пояса включительно. Это одиночные сумеречные животные, которые день проводят в убежище: в норках мышевидных грызунов, прикорневых пустотах, трухлявых пнях. При понижении температуры впадают в оцепенение; зиму проводят в спячке. Питаются растительной пищей — семенами, ягодами, сочными надземными и подземными частями растений, разнообразя рацион насекомыми и иными беспозвоночными. В течение года (летом), видимо, приносят 1 помёт из 3—7 детёнышей. 

## Классификация
База данных Американского общества маммологов (ASM Mammal Diversity Database) признаёт 19 видов мышовок:
- Армянская мышовка (Sicista armenica)
- Лесная мышовка (Sicista betulina)
- Кавказская мышовка (Sicista caucasica)
- Длиннохвостая мышовка (Sicista caudata)
- Sicista cimlanica
- Одноцветная мышовка (Sicista concolor)
- Казбегская мышовка (Sicista kazbegica)
- Клухорская мышовка (Sicista kluchorica)
- Sicista loriger
- Алтайская мышовка (Sicista napaea), или рыжая мышовка
- Серая мышовка (Sicista pseudonapaea)
- Тёмная мышовка (Sicista severtzovi)
- Мышовка Штранда (Sicista strandi)
- Степная мышовка (Sicista subtilis)
- Sicista talgarica
- Sicista terskeica
- Тяньшаньская мышовка (Sicista tianshanica)
- Sicista trizona
- Sicista zhetysuica

На территории России род представлен 11 видами. Наиболее известны и многочисленны лесная мышовка (Sicista betulina) и степная мышовка (Sicista subtilis).
Два вида мышовок относятся к вымирающим видам и занесены в Международную Красную книгу. Это крайне редкая армянская мышовка, найденная только в одном местообитании на территории северо-западной Армении; и длиннохвостая мышовка, водящаяся в бассейне р. Уссури и на о. Сахалин. Некоторые другие мышовки являются эндемиками, встречающимися лишь на небольшой территории. Так, кавказская, казбегская и клухорская мышовки водятся только на изолированных участках высокогорий Большого Кавказа.